# Mitsubishi Endeavor
Il Mitsubishi Endeavor è uno Sport Utility Vehicle prodotto dall'azienda giapponese Mitsubishi Motors Corporation dal 2003 al 2011 per il mercato nord americano.

## Il contesto
Lo sviluppo dell’Endeavor parte a fine anni 90 ed è frutto del Project America, una famiglia di vetture destinate esclusivamente al mercato nord americano da produrre nell’impianto Diamond Stars Company di proprietà della casa giapponese sito a Normal nell’Illinois. Il prototipo che anticipò la SUV giapponese fu la Mitsubishi SSU Concept esposta al Salone di Detroit del 1999. Il design venne affidato a Dan Sims che realizzerà anche la Galant di nona generazione e la sportiva Eclipse anch'esse figlie del Project America. Si scelse una piattaforma di base comune di nuova concezione per risparmiare sui costi di produzione di tipo monoscocca in grado di garantire un comportamento stradale migliore e di realizzare la nuova scocca della carrozzeria con acciai ad alta resistenza per garantire elevati standard di sicurezza in caso di impatto. L’Endeavor inoltre era destinato a sostituire la prima generazione di Mitsubishi Pajero Sport andando ad inserirsi nel fiorente mercato delle SUV. Lo stile venne approvato nel 2000 e subito si passò ad ingegnerizzare la vettura sotto la guida di David O'Connell, nel luglio del 2002 la casa comunica che il nome scelto sarà Endeavor.
Dopo tre anni di sviluppo il modello definitivo venne presentato ufficialmente al pubblico per la prima volta al North American International Auto Show di Detroit nel gennaio 2003. La Endevor era la prima vettura ad entrare produzione del Project America.
La vettura era caratterizzata da passaruota ampiamente svasati e muscolosi, il frontale presenta la calandra divisa dall'emblema Mitsubishi con barre orizzontali e fari rettangolari. Nella parte posteriore è presente un lunotto apribile separatamente dal baule, nonché fari posteriori molto stretti. Questi ultimi sono allargati verso il centro da riflettori triangolari. Una caratteristica di design insolita per i SUV sono gli specchietti retrovisori esterni autoportanti, verniciati in nero o nel colore del veicolo, a seconda del modello. L'abitacolo è configurato a cinque posti e la struttura della plancia è simile a quella dell'ultima generazione di Mitsubishi Galant, ad eccezione dell'ampia console centrale a forma di T.
Nel 2005 dopo appena due anni a causa delle basse vendite la vettura subì un primo aggiornamento estetico dove venne modificato il frontale con una nuova calandra in un unico pezzo (e non più sdoppiata) e la dotazione di serie venne arricchita con ABS, EBD e controllo trazione disponibili su tutte le versioni. Il motore 3.8 V6 benzina venne potenziato a 225 cavalli.

## Meccanica
Lo scheletro della carrozzeria è realizzato in acciai alto resistenziali misto ad acciai a deformazione programmata con alcuni elementi in alluminio per contenere il peso della struttura. Gli acciai alto resistenziali vengono utilizzati per la struttura compresa tra i montanti A, i montante B e si estende fino al pavimento posteriore dove vengono montati i sedili. La scocca viene denominata RISE (Reinforced Impact Safety Evolution Body)
Tra i dispositivi di sicurezza sono presenti l’ABS, l’EBD e il controllo di stabilità e trazione oltre ad airbag frontali e laterali. 
Nel 2004 viene sottoposta ai crash test NHTSA ottenendo il punteggio di 5 stelle nell’impatto frontale.
La carrozzeria era lunga 4,83 metri.
Il telaio di base è la nuova piattaforma flessibile denominata Mitsubishi PS, una struttura a trazione anteriore o integrale con motore anteriore in posizione trasversale. Il passo è di 2,751 metri. Le sospensioni anteriori possiedono una geometria a ruote indipendenti di tipo MacPherson con barra stabilizzatrice mentre le posteriori sono di tipo indipendenti multilink con barra stabilizzatrice.
Il motore disponibile era il V6 da 3,8 litri alimentato a benzina abbinato ad un cambio automatico a 4 marce con modalità sequenziale. Questo motore, noto internamente come 6G75, inizialmente erogava 160 kW ed dal 2005 la potenza è salita a 168 kW.
La produzione parte l’11 gennaio 2003.